# Skryje (ort i Tjeckien, Vysočina)
Skryje är en ort i Tjeckien.   Den ligger i regionen Vysočina, i den centrala delen av landet, 80 km öster om huvudstaden Prag. Skryje ligger 306 meter över havet och antalet invånare är 191.
Terrängen runt Skryje är platt åt sydväst, men åt nordost är den kuperad.Runt Skryje är det ganska glesbefolkat, med 34 invånare per kvadratkilometer. Närmaste större samhälle är Kutná Hora, 19,5 km nordväst om Skryje. Omgivningarna runt Skryje är en mosaik av jordbruksmark och naturlig växtlighet.